# ذي حنطم (مذيخرة)

تعديل مصدري - تعديل

ذي حنطم محلة تابعة لقرية لحمان، التابعة لعزلة الجوالح بمديرية مذيخرة إحدى مديريات محافظة إب في الجمهورية اليمنية، بلغ تعداد سكانها 47 حسب تعداد اليمن لعام 2004.